# Koninginnedag 1980
Koninginnedag 1980 was de dag van de troonsafstand van koningin Juliana in het Paleis op de Dam, en de daaropvolgende inhuldiging van koningin Beatrix in de Nieuwe Kerk, beide in Amsterdam. Elders in Amsterdam had het kroningsoproer die dag een grote impact op het leven in de stad.

## Inhuldiging

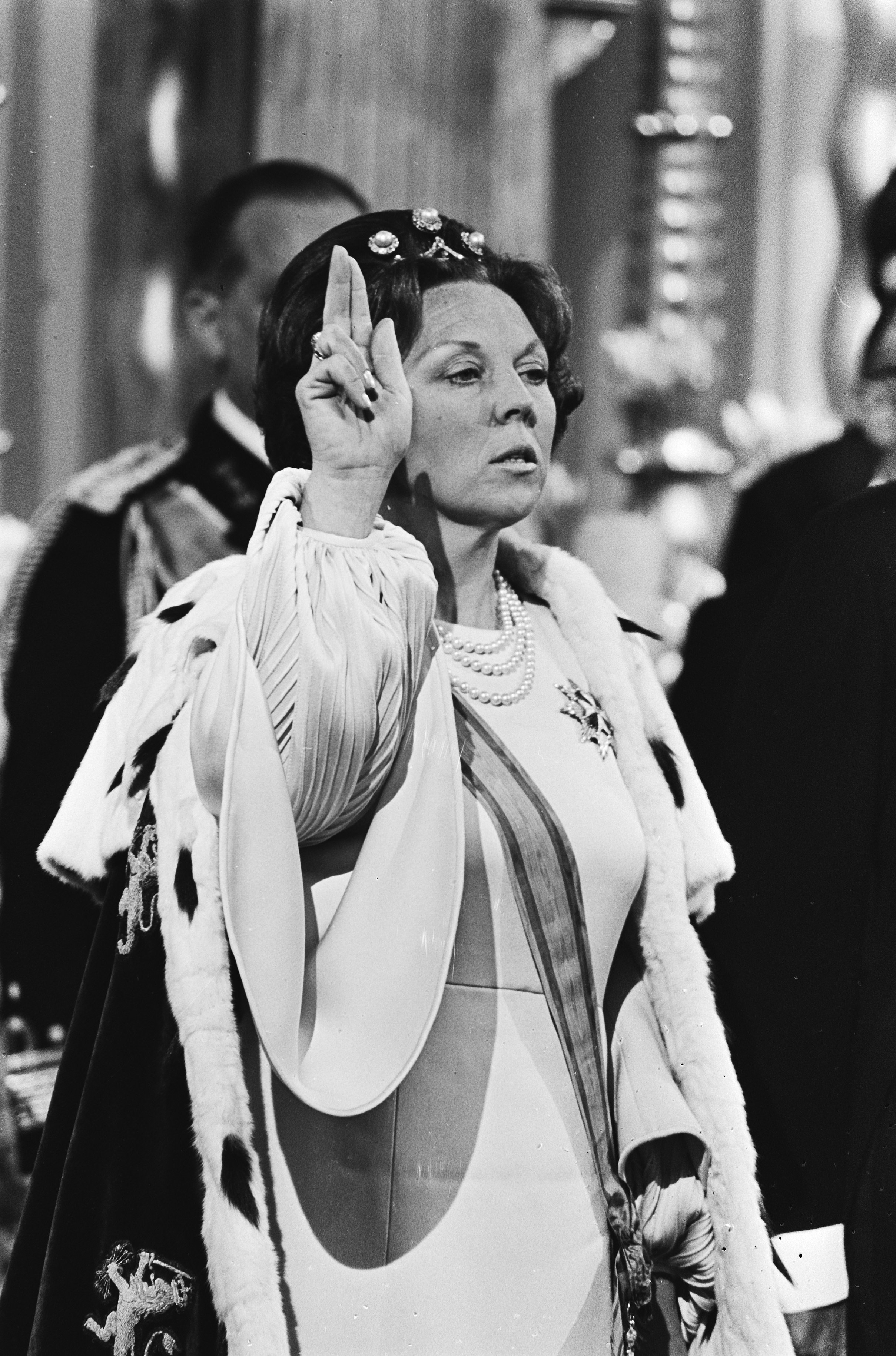
Eedsaflegging Beatrix.

In de ochtend van 30 april 1980, om 10.06 uur, ondertekende koningin Juliana in het Paleis op de Dam de akte van abdicatie en was Beatrix formeel koningin. 's Middags werd zij in de Nieuwe Kerk, tijdens een plechtige zitting van de Staten-Generaal en in het bijzijn van vertegenwoordigers van Europese vorstenhuizen, ingehuldigd als Koningin der Nederlanden.

## Kroningsoproer
Rond 1980 was er sprake van grote maatschappelijke onrust. De economische situatie was moeilijk en er heerste grote woningnood. In Amsterdam was een grote kraakbeweging actief die de 30e april uitriep tot actiedag onder het motto "geen woning, geen kroning." De feestelijke inhuldiging van Beatrix werd daarom overschaduwd door het kroningsoproer in de Amsterdamse binnenstad; krakers en de Mobiele Eenheid leverden ware veldslagen in de straten. De mobiele eenheid kon met moeite voorkomen dat krakers oprukten naar de Dam om de plechtigheid in de Nieuwe Kerk te verstoren. Als een van haar eerste publieke optredens als koningin bezocht Beatrix een dag na de inhuldiging gewonde ME'ers in het ziekenhuis.